# Eremogone talassica
Eremogone talassica är en nejlikväxtart som först beskrevs av Adylov, och fick sitt nu gällande namn av Czer. Eremogone talassica ingår i släktet Eremogone och familjen nejlikväxter. Inga underarter finns listade i Catalogue of Life.